# Passage Léon
Le passage Léon est une ancienne voie du 18e arrondissement de Paris, en France.

## Situation et accès
Le passage Léon était situé dans le 18e arrondissement de Paris. Il débutait au 3, rue Polonceau et rue Saint-Luc et se terminait au 15, rue Cavé et rue Saint-Luc.

## Origine du nom
Elle porte le nom d'un propriétaire.

## Historique
Le passage Fauvet est aménagé à l'emplacement d'un ancien chemin de la butte des Cinq-Moulins. Il est renommé en 1877 du fait que la voie prolonge la rue Léon.
Dans le cadre d'une opération de rénovation urbaine, les immeubles compris entre les nos 12 au 22 rue Polonceau, adossés au passage Léon, sont rasés dans les années 1930. Les autres immeubles du passage sont détruits à leur tour dans les années 1970-1980. Le square Léon est aménagé à leur emplacement. Une des allées du parc reprend son tracé.